# Ramirezella calcoma
Ramirezella calcoma là một loài thực vật có hoa trong họ Đậu. Loài này được Ochot.-Booth & A. Delgado miêu tả khoa học đầu tiên năm 1994.